# جیمی بنکس
جیمی بنکس (انگلیسی: Jimmy Banks؛ زادهٔ ۲ سپتامبر ۱۹۶۴ - درگذشته ۲۶ آوریل ۲۰۱۹) یک بازیکن فوتبال اهل ایالات متحده آمریکا بود.
وی همچنین در تیم ملی فوتبال ایالات متحده آمریکا بازی کرده‌است.